# Židovský hřbitov v Tučapech
Židovský hřbitov v Tučapech, založený před rokem 1713, se nalézá na jižním okraji obce při Černovickém potoku. Je chráněn jako kulturní památka České republiky.
V areálu lze najít přibližně 300 náhrobků s nejstarším z roku 1737, poslední pochází ze 30. let 20. století. Ve východní části hřbitova stojí opravená márnice. Je volně přístupný.